# Port Mathurin
Port Mathurin az Indiai-óceán délnyugati részén, a Mascarenhas-szigetcsoporton található és a Mauritiusi Köztársasághoz tartozó Rodriguez-sziget regionális fővárosa. Lakosainak száma 5929 fő (2008). Port Mathurinban található a regionális közgyűlés székhelye, valamint Rodriguez egyetlen bírósága és gyógyszertára is. Ebben a kisvárosban összpontosul a sziget gazdasági és közigazgatási tevékenységének legfontosabb része.

## Története
A szigetet 1601 szeptemberében holland tengerészek fedezték fel, amikor Wolfert Harmensz admirális néhány napra megállt Rodriguez mellett.
Ezt követően más holland hajók is megálltak ott, de a sziget egészen 1691-ig elhagyatott maradt. Ekkor egy nyolc protestáns menekültből (hugenottákból) álló csoport François Leguat vezetésével partra szállt, azonban mindössze két évig maradtak. Miután a franciák 1725-ben birtokba vették Rodriguez szigetét, egy katonai különítményt állomásoztattak ott. Ennek a különítménynek a parancsnoka Port Mathurinban telepedett le, azóta pedig a település a sziget közigazgatási központjának számít.
| 2008 | 5 929 |

## Galéria

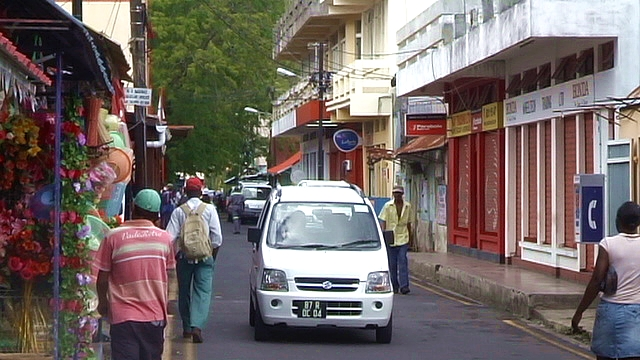
Utcakép
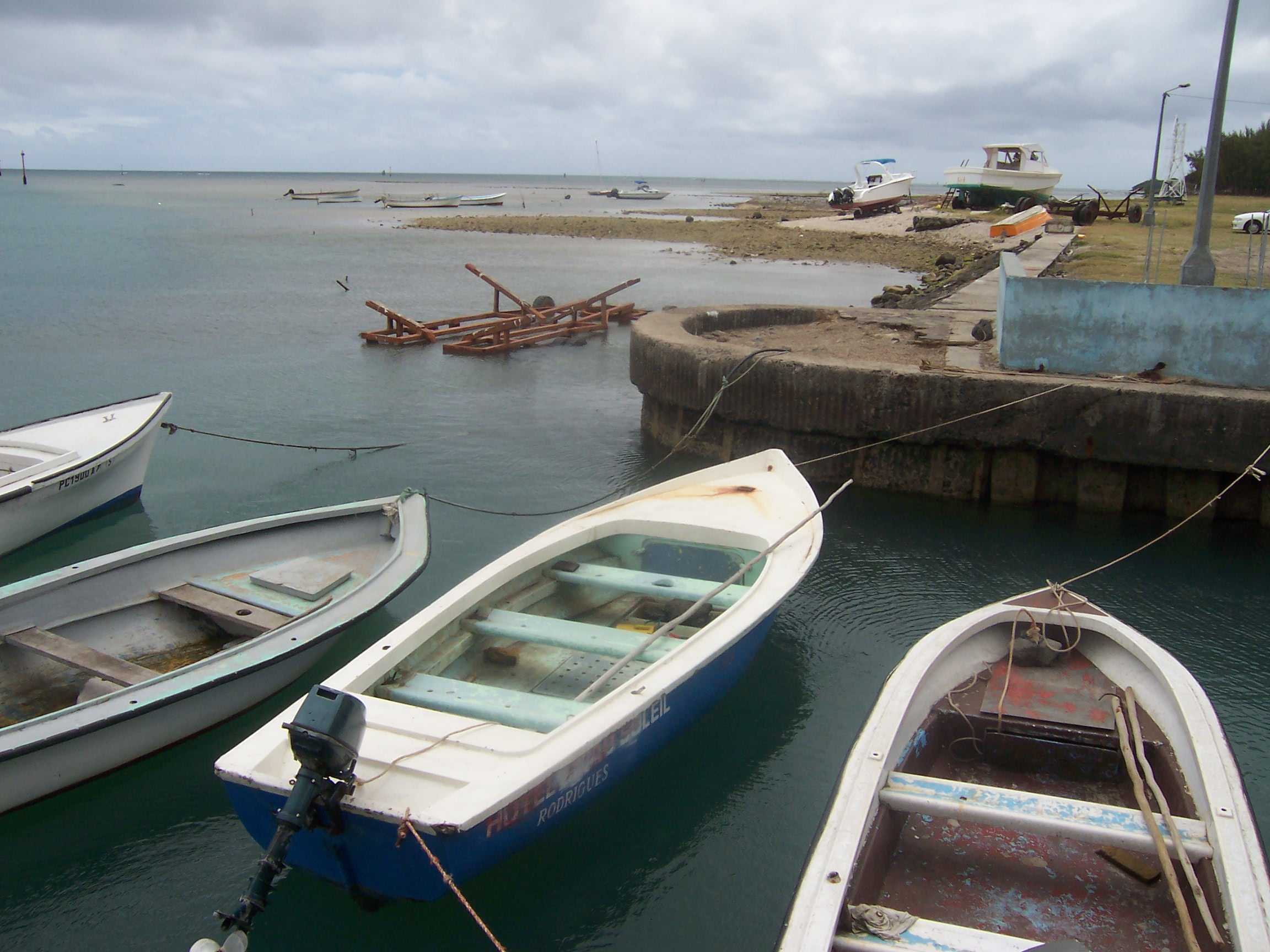
Csónakok a kikötővárosban
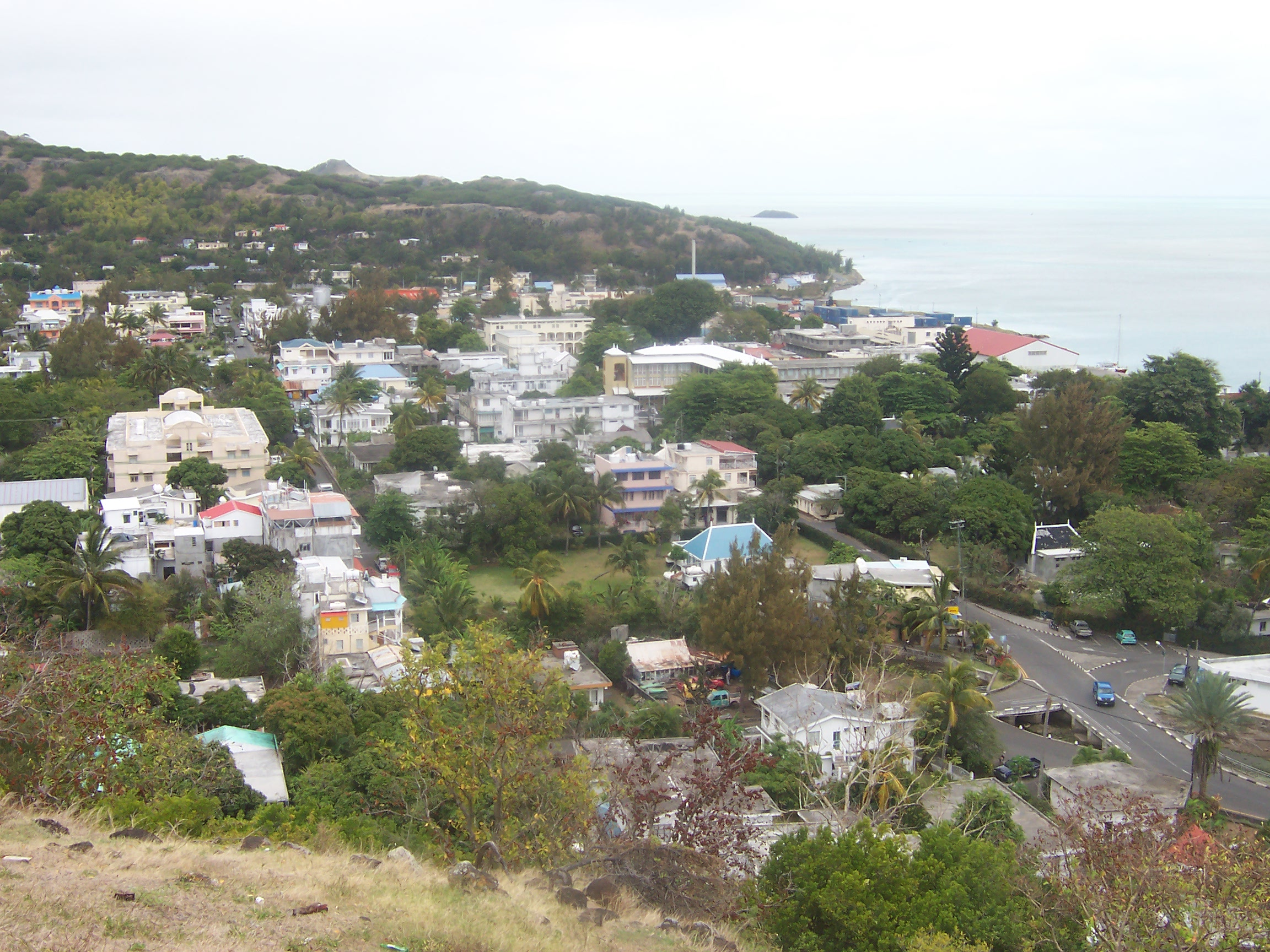
A település a magasból

## Fordítás
- Ez a szakasz részben vagy egészben  a   Port Mathurin című francia Wikipédia-szócikk ezen változatának fordításán alapul.  Az eredeti cikk szerkesztőit annak laptörténete sorolja fel. Ez a jelzés csupán a megfogalmazás eredetét és a szerzői jogokat jelzi, nem szolgál a cikkben szereplő információk forrásmegjelöléseként.